# Banka Aristowa
Banka Aristowa (ros. Банка Аристова) – ławica Oceanu Południowego, położona w pobliżu Wybrzeża Hobbsa. Została odkryta w 1972 roku i nazwana na cześć Iwana Gawriłowicza Aristowa, znanego radzieckiego hydrografa, pierwszego nawigatora wyprawy saniowo-traktorowej w głąb kontynentu antarktycznego.